# Dolomedes horishanus
Dolomedes horishanus är en spindelart som beskrevs av Kishida 1936. Dolomedes horishanus ingår i släktet Dolomedes och familjen vårdnätsspindlar. Inga underarter finns listade i Catalogue of Life.